# Ptolomeo XI
Ptolomeo XI Alejandro II (Griego: Πτολεμαίος Αλέξανδρος), rey de la dinastía Ptolemaica de Egipto durante algunos días del año 80 a. C..
Era hijo de Ptolomeo X Alejandro I y de Cleopatra Selene I. 
A la muerte de su tío Ptolomeo IX Latiro, Roma presionó para lograr su acceso al trono. También se le exigió que se casara con su madrastra, Berenice III, pero la hizo asesinar poco después de la boda. El pueblo de Alejandría, indignado por este hecho, lo linchó. 
Le sucedió Ptolomeo XII Auletes.

## Sucesión
| Predecesor: Berenice III | Faraón de Egipto (Dinastía Ptolemaica) 80 a. C. como corregente Berenice III (80 a. C.) | Sucesor: Ptolomeo XII Neo Dionisio Auletes |

- Datos: Q39996
- Multimedia: Category:Ptolemy XI / Q39996